# La Rioja (periódico)
La Rioja es un periódico del grupo Vocento que se edita en Logroño, La Rioja (España). Se publica diariamente para todo el territorio riojano, con 3 ediciones: Edición Rioja Alta, Edición Rioja Baja y Edición General.
Fue fundado en el año 1889, lo que convierte a este diario en uno de los periódicos más antiguos de España que aún se editan. Hasta ahora se cuentan más de 43.000 números del mismo.
Se estima que a nivel regional diario La Rioja acapara más del 50% de las ventas de periódicos en la comunidad de La Rioja, debido a que no tiene competencia.
Según datos de 2010, la OJD cifra su tirada en 17.000 ejemplares diarios, mientras que en el EGM se cifran los lectores en 90.000.

## Características del periódico por días
| Día       | Precio | Páginas | Suplementos                        |
| --------- | ------ | ------- | ---------------------------------- |
| Lunes     | 1,50 € | 80      | Deportes                           |
| Martes    | 1,50 € | 80      | —                                  |
| Miércoles | 1,50 € | 88      | —                                  |
| Jueves    | 1,50 € | 88      | Juegos Deportivos                  |
| Viernes   | 1,50 € | 80      | Pantalla Semanal GPS               |
| Sábado    | 1,80 € | 88      | Mujer de Hoy La Rioja Inmobiliaria |
| Domingo   | 2,60 € | 112     | XL Semanal                         |

## Historia

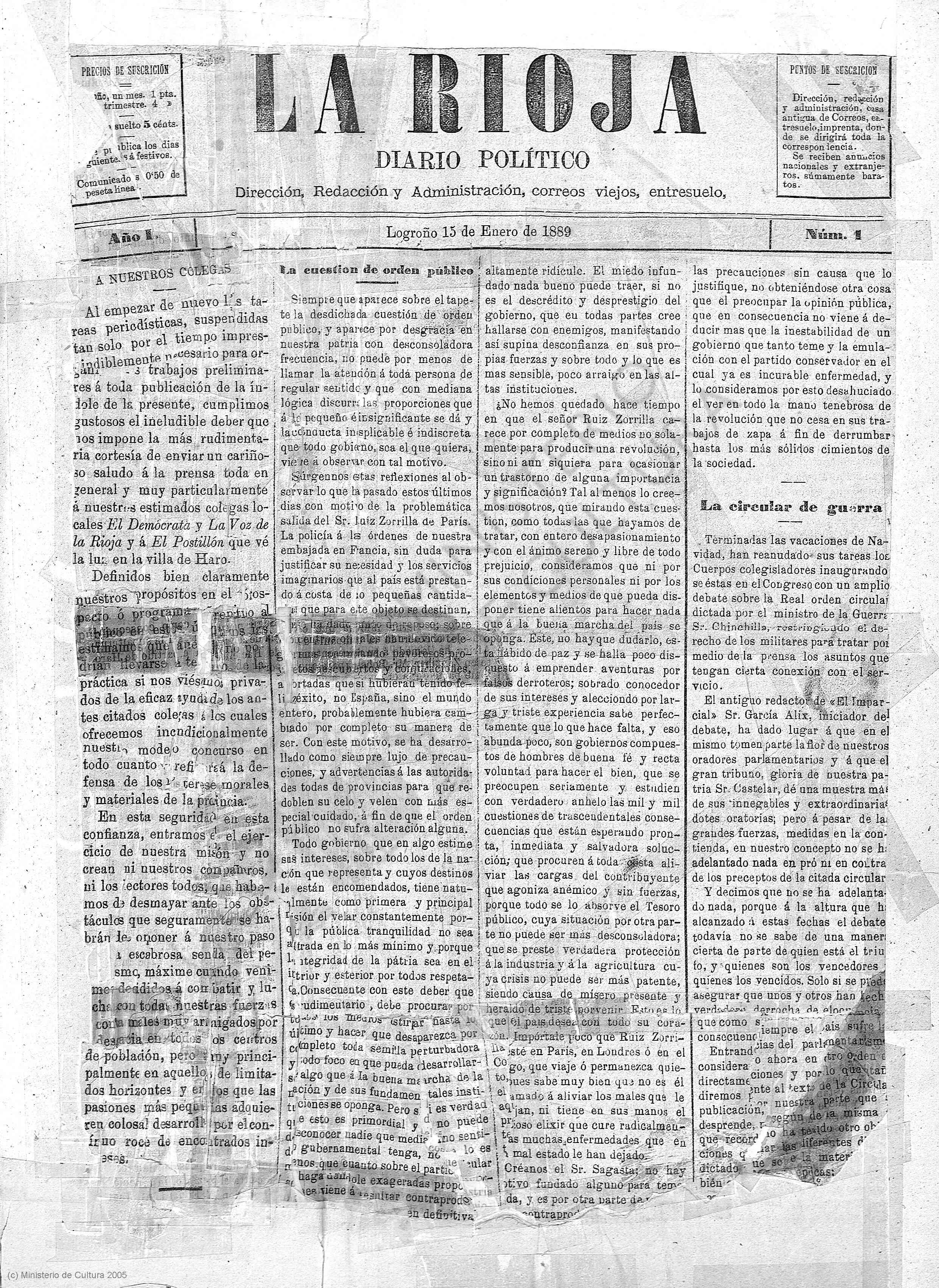
Primer número del Diario La Rioja de 1889

En 1889 fue fundado con el nombre de "LA RIOJA". Durante la dictadura Franquista, Franco decretó que los dos periódicos de la provincia, el conservador "Diario de La Rioja" y el liberal "LA RIOJA", fueran nacionalizados y fusionados. Como resultado se produjo el cambio de  su denominación a "NUEVA RIOJA".  Desde entonces su línea editorial ha sido fundamentalmente católica y progubernamental, acentuándose aún más esta condición durante los gobiernos de partidos de centro-derecha. Durante la transición recupera su nombre original de 1889 y pasa a llamarse diario "LA RIOJA".  
A finales de los años 1980, el periódico obtiene una concesión de radio en FM. Nace "La Rioja Información Radio 97.7" alquilada a COPE, que la explota bajo el nombre de "Radio Información COPE 97.7". A finales de los años 1990, COPE obtiene una licencia en la comunidad y Diario La Rioja no opta por renovar su propia concesión, perdiéndola.
En los años 2000 el edificio del periódico en la calle Vara de Rey 74, de Logroño, es reformado y las rotativas del periódico son desmanteladas. Por su pertenencia al grupo Vocento, el diario empieza a imprimirse en las rotativas que el grupo tiene en Vizcaya. En esta época surge el gran auge de las televisiones locales y el grupo comienza su propio proyecto, con la marca Rioja Televisión Canal 52. Tras varios años de emisión la marca se transforma en TVR y se extiende en otras frecuencias a lo largo de la comunidad autónoma de La Rioja (que hoy en día posee una licencia de TV autonómica). Posteriormente retoma el proyecto radiofónico al serle concedida una frecuencia de FM en Logroño. Al igual que hiciera el resto del grupo Vocento, primero como Radio Intereconomía y con la creación de Punto Radio se suma a su red de emisoras como Punto Radio La Rioja. 
Hasta 2013 llegó a tener cuatro emisoras de radio, tres de Punto Radio en Haro, Calahorra y Logroño y una fórmula regional dedicada a música y contenidos deportivos:  Punto Radio Música y Deporte .
En la actualidad el Grupo Nueva Rioja S.A. es un gran proyecto multimedia participado mayoritariamente por Vocento. Dentro del grupo se incluyen el Diario La Rioja en papel, larioja.com en internet, la agencia de marketing y publicidad Rioja Medios, la televisión autonómica privada TVR y La tienda del Diario, dedicada a promociones y merchandising.